# Gege Akutami
Gege Akutami (jap. 芥見下々 Akutami Gege; ur. 26 lutego 1992 w prefekturze Iwate) – japoński mangaka, znany z serii Jujutsu Kaisen. Gege Akutami to pseudonim literacki, a prawdziwe nazwisko i płeć autora są nieznane.

## Biografia
Gege Akutami urodził się 26 lutego 1992 w prefekturze Iwate, w piątej zaś klasie szkoły podstawowej przeprowadził się do Sendai w prefekturze Miyagi. Akutami zaczął rysować mangę, naśladując przyjaciela, co zainspirowało go do zostania profesjonalnym mangaką. Duży wpływ na jego prace wywarła manga Bleach autorstwa Tite Kubo, którą przeczytał w czwartej klasie. Ponadto wpływ na jego twórczość miały serie takie jak Hunter × Hunter i Neon Genesis Evangelion. W 2014 roku Akutami rozpoczął pracę jako asystent Yasuhiro Kanō przy mandze Kiss x Death.
7 maja 2014 autor opublikował swoją pierwszą pracę, zatytułowaną Kamishiro sōsa (jap. 神代捜査), one-shot wydany w Jump NEXT! vol. 2 wydawnictwa Shūeisha. Jego kolejną pracą był one-shot zatytułowany No.9, który ukazał się 1 maja 2015 w Jump NEXT! vol. 2, oraz 10 października 2015 w magazynie Shūkan Shōnen Jump (numer 46/2015). W następnym roku Akutami opublikował kolejny one-shot zatytułowany Nikai bongai barabarujura (jap. 二界梵骸バラバルジュラ). Ukazał się on w 44. numerze Shūkan Shōnen Jump, wydanym 3 października 2016, i został nominowany do 11. edycji konkursu Gold Future Cup. W 2017 roku Akutami opublikował Technikum Jujutsu w Tokio (jap. 東京都立呪術高等専門学校 Tōkyō toritsu jujutsu kōtō senmon gakkō), 4-rozdziałową serię, która ukazywała się w Jump GIGA od 28 kwietnia do 28 lipca 2017. Manga ta posłużyła później jako prolog do jego kolejnego dzieła, Jujutsu Kaisen, zatytułowanego retroaktywnie jako Jujutsu Kaisen 0. Akutami rozpoczął publikację Jujutsu Kaisen w magazynie Shūkan Shōnen Jump (numer 14/2018), wydanym 5 marca 2018.

## Twórczość
- Kamishiro sōsa (jap. 神代捜査) (2013, one-shot)[16]
- No.9 (2015, one-shot)[17][18]
- Nikai bongai barabarujura (jap. 二界梵骸バラバルジュラ) (2016, one-shot)[19]
- Technikum Jujutsu w Tokio (jap. 東京都立呪術高等専門学校 Tōkyō toritsu jujutsu kōtō senmon gakkō) (2017)[12][13]
- Jujutsu Kaisen (jap. 呪術廻戦) (od 2018)[15]

## Nagrody i wyróżnienia
W 2016 roku one-shot Nikai bongai barabarujura został nominowany do 11. edycji konkursu Gold Future Cup organizowanego przez magazyn Shūkan Shōnen Jump. W 2019 roku manga Jujutsu Kaisen otrzymała nominację do 65. nagrody Shōgakukan Manga w kategorii shōnen. Rok później Akutami został zdobywcą głównej nagrody za Jujutsu Kaisen w programie telewizyjnym Mando Kobayashi, prowadzonym przez Kendō Kobayashiego, gdzie zwycięzcy są wybierani na podstawie osobistego gustu prowadzącego. W 2021 roku seria Jujutsu Kaisen została także nominowana do 25. edycji Nagrody Kulturalnej im. Osamu Tezuki.